# El més petit de tots
El més petit de tots és una figura creada per l'escultor Miquel Paredes l'any 1937 per encàrrec del Comissariat de Propaganda de la Generalitat de Catalunya. Jaume Miravitlles, president i ideòleg de l'oficina de propaganda, la va tenir uns dies sobre la taula, fins que se li va acudir la idea de «la mascota de la revolució». Per batejar-lo, van sortir noms com Patufet, Jordi, Menut o El nen català, fins que un dia, mentre el periodista Emili Granier cantussejava la cançó «Els tres tambors», Miravitlles va pensar que podia anomenar-se com el protagonista. El 2 de febrer de 1937, Miravitlles va entregar el primer exemplar produït de l'estatueta al president Companys i a la plana major del Govern de la Generalitat.
La seva finalitat era simbolitzar la lluita antifeixista del catalanisme popular durant la Guerra Civil espanyola i se la titulà «la mascota de la revolució». La figura representa un nen que avança vestit amb una granota d'obrer -vestimenta característica dels milicians-, barret frigi, amb una senyera a la mà dreta i el puny esquerre alçat, que crida a lluitar contra els facciosos.
La figura, amb un funcional estoig i una peanya de fusta, es venia a tres pessetes per a recaptar fons per a les milícies mobilitzades al Front d'Aragó. Encara que en la versió original el noiet protagonista aixecava una senyera (que va ser, de llarg, la més venuda, amb 60.000 exemplars), l'equip del comissariat va ser prou hàbil per convertir-lo en una imatge integradora de totes les sensibilitats de l'antifeixisme. Així, també es podia adquirir personalitzat amb altres estendards, com la bandera tricolor republicana, la bandera roja amb la falç i el martell o l'ensenya roja i negra anarcosindicalista.
De la cançó popular «Els tres tambors», el poeta Pere Quart en feu una versió per acompanyar la imatge d'El més petit de tots que va ser enregistrada en un disc de 78 rpm pel cèlebre tenor Emili Vendrell. El mateix any, la dibuixant Lola Anglada redactà i il·lustrà un conte sobre la figura. El volum es va editar en quatre llengües –català, castellà, francès i anglès–, i Anglada ens presenta El més petit de tots com un «bordegàs de cabells rinxolats i ulls molt negres» que passeja amunt i avall, trobant grups de milicians, pagerols feinejant, marrecs que es barallen o fills de papà burgesos egoistes, i per tot arreu predicant la bona nova de la revolució com un nunci angelical laic.